# Acúrcio Garcia Ramos
Acúrcio Garcia Ramos (Santa Luzia de Angra, 31 de maio de 1830 — Angra do Heroísmo, 13 de setembro de 1892), ao tempo grafado Accursio Garcia Ramos, foi um médico militar, político e escritor, que se destacou no campo da história natural.

## Biografia
Nasceu na freguesia de Santa Luzia da cidade de Angra, filho de Acúrcio Garcia Ramos, proprietário e funcionário do Município de Angra, e de sua mulher Maria Lúcia Pinheiro.
Foi formado médico-cirurgião pela Escola Médico-Cirúrgica de Lisboa em 1861, no qual se matriculou já no terceiro ano, tendo cursado na do Porto os anteriores. Terminado o curso foi nomeado cirurgião-ajudante do Batalhão de Engenheiros, por decreto de 27 de junho de 1864.
Distinguiu-se nas suas campanhas jornalísticas em defesa das ideias da esquerda liberal, o que lhe suscitou várias perseguições políticas. Acabou preso pois de lhe ter sido promovida tenaz e injusta perseguição, acusado de conspiração. Esteve detido no Castelo de São Jorge, em Lisboa, em companhia de outro militar terceirense, o coronel Teotónio Maria Coelho Borges, um herói de África.
Estudioso da história natural, publicou, entre outras obras de menos fôlego, os livros Notícia do Arquipélago dos Açores e do que há mais importante na sua história natural, em 1869, a que se seguiu A Ilha da Madeira, obra em dois volumes, publicada entre 1879 e 1880, onde além da análise dos usos e costumes madeirenses, apresenta uma listagem detalhada da fauna e da flora do arquipélago. Nesta obra relata a sua vida como prisioneiro do Castelo de São Jorge.
Publicou ainda Saudade, ou o dia 11 de dezembro de 1848, em comemoração do aniversário da morte do padre Jerónimo Emiliano de Andrade, figura de referência da cultura açoriana.
Como jornalista político colaborou em vários jornais, tomando parte activa e acalorada na condução do Partido Histórico, de que era militante. Foi subchefe da repartição médica do Ministério da Guerra, destacando-se pela sua preocupação com a Saúde Pública.
Foi sócio correspondente da Academia das Ciências de Lisboa e membro de várias corporações científicas portuguesas. Foi feito cavaleiro da Ordem de Nossa Senhora da Conceição de Vila Viçosa e condecorado com várias distinções honoríficas portuguesas.
Acúrcio Garcia Ramos faleceu a 14 de setembro de 1892, depois de ter sido cirurgião-ajudante do Regimento de Infantaria n.º 13 e cirurgião-mor de brigada do Exército, sendo reconhecido como um dos mais importantes médicos militares portugueses.

## Obras
- Saudade, ou o dia 11 de dezembro de 1848, anniversario do passamento do padre Jeronymo Emliano d’Andrade. Angra, Imprensa do Governo, 1848.
- Consideraçoes sobre um caso de encephaloide dos rins / these apresentada e defendida em Julho de 1861 por Accurcio Garcia Ramos, Lisboa : Imprensa Nacional, 1861.
- Noticia do Arquipélago dos Açores e do que há mais importante na sua historia natural, 1 vol., Angra do Heroísmo, Typ. do Terceirense, 1869 (2ª edição. Lisboa : Typ. Universal, 1871).
- O Hospital de Santa Isabel da cidade do Funchal visto á luz da hygiene. Funchal : Typ. de M. J. Teixeira Jardim, 1874.
- Ilha da Madeira, 2 vol., Lisboa, Typographia de G. A. Gutierres da Silva. 1879-1880 (nesta publicação relata tudo o que se passou, quando lhe foi promovida tenaz e injusta perseguição, chegando a estar preso, conjuntamente com outros conspiradores, no castelo de São Jorge, em Lisboa).
- Biographia de D. Sabina Augusta d'Oliveira Brazil, natural da Ilha Terceira, Angra do Heroísmo : Typ. Angrense, 1864.